# Kauyndy
Kauyndy (kaz.: Қауынды ойысы, Kauyndy ojysy; ros.: впадина Каунды, wpadina Kaundy) – zapadlisko w zachodnim Kazachstanie, na półwyspie Mangystau, o głębokości do 57 m p.p.m.; jest to trzecia pod względem głębokości depresja Kazachstanu. Rozciąga się na długości ok. 50 km i szerokości do 17 km. Na dnie występują sołonczaki.